# Championnat de Suède de football 1924-1925
Navigation
Championnat de Suède 1925-1926
Le championnat de Suède de football 1924-1925 est la 1re édition du championnat national. Il remplace les Séries suédoises (en) qui existaient depuis 1910. Il se déroule du 3 août 1924 au 7 juin 1925 et concerne douze équipes, onze évoluant auparavant dans les Séries suédoises et une en Division 2
GAIS l'emporte avec deux points d'avance sur l'IFK Göteborg et trois sur l'Örgryte IS, Västerås IK et Hammarby IF sont relégués en Division 2. Le meilleur buteur est le Suédois Filip Johansson de l'IFK Göteborg avec 39 buts inscrits.

## Classement
| Rang | Équipe          | Pts | J  | G  | N | P  | Bp | Bc | Diff |
| ---- | --------------- | --- | -- | -- | - | -- | -- | -- | ---- |
| 1    | GAIS            | 38  | 22 | 17 | 4 | 1  | 63 | 19 | +44  |
| 2    | IFK Göteborg    | 36  | 22 | 16 | 4 | 2  | 87 | 30 | +57  |
| 3    | Örgryte IS      | 35  | 22 | 15 | 5 | 2  | 67 | 17 | +50  |
| 4    | Helsingborgs IF | 28  | 22 | 12 | 4 | 6  | 50 | 29 | +21  |
| 5    | AIK Solna       | 24  | 22 | 12 | 0 | 10 | 57 | 38 | +19  |
| 6    | Landskrona BoIS | 20  | 22 | 7  | 6 | 9  | 30 | 52 | -22  |
| 7    | IK Sleipner     | 18  | 22 | 7  | 4 | 11 | 37 | 49 | -12  |
| 8    | IFK Norrköping  | 17  | 22 | 8  | 1 | 13 | 27 | 49 | -22  |
| 9    | IFK Eskilstuna  | 16  | 22 | 6  | 4 | 12 | 41 | 58 | -17  |
| 10   | IFK Malmö FK    | 15  | 22 | 5  | 5 | 12 | 39 | 55 | -16  |
| 11   | Västerås IK     | 9   | 22 | 2  | 5 | 15 | 21 | 66 | -45  |
| 12   | Hammarby IF     | 8   | 22 | 2  | 4 | 16 | 23 | 83 | -60  |

|  | Champion |
|  | Relégué  |

## Bilan de la saison
| Tableau d'Honneur                |                    |
| Compétition                      | Vainqueur          |
| Championnat de Suède de football | GAIS               |
| Coupe de Suède de football       | pas de compétition |

| Promotions et relégations |                               |
| Relégués en Superettan    | Västerås IK Hammarby IF       |
| Promus en Allsvenskan     | IFK Uddevalla Eskilstuna City |